# Руси сврачак
Руси сврачак (Lanius collurio) је птица певачица, месојед из породице сврачака. Ареал јој се протеже од западне Европе на истоку до централне Русије, али се ретко јавља на Британским острвима. Припада птицама селицама и зиму проводи у западним деловима тропске Африке.

## Опис врсте
Дужина тела 16–18 цм. Настањује већи део Европе осим Велике Британије, дела Иберијског и Скандинавског полуострва, као и Малу Азију и западну Азију. Зиму проводи у подсахарској Африци. Насељава отворена станишта (ливаде, пашњаци и др) са живицама, жбуњем и грмљем, а редован је и у мозаичним пољопривредним подручјима. Гнезда гради на жбуновима. Исхрана се углавном састоји од крупних инсеката, ређе гуштера, ситних сисара и птица. Европска популација благо опада услед интензивирања пољопривреде и нестанка станишта. У Србији се гнезди 60.000–85.000 парова, уз тренд смањења бројности (Пузовић ет ал 2009).

## Галерија
- Cuculus canorus canorus + Lanius collurio